# ʿAbd Allāh al-ʿAzzām
ʿAbd Allāh Yūsuf al-ʿAzzām (Jenin, 14 novembre 1941 – Peshāwar, 24 novembre 1989) è stato un attivista palestinese.
È il pensatore "fondamentalista" cui si ispirarono tanto il saudita Osama bin Laden quanto l'egiziano Ayman al-Ẓawāhirī.

## Biografia
Nasce a Silat al-Harithiya, nel Governatorato di Jenin, in Palestina, nel 1941. Dopo essersi spostato nel 1967 in Giordania, il giovane al-ʿAzzām si diresse alla volta dell'Arabia Saudita, per giungere infine nel 1979 in Pakistan, paese allora in prima linea nell'opera di organizzazione il contrasto alle forze armate sovietiche, che avevano invaso il confinante Afghanistan.
Qui, nella città di Peshāwar, egli fondò il movimento dei Mujāhidīn, massicciamente finanziato dal Pakistan e dall'Arabia Saudita, per il quale egli riuscì personalmente a trovare abbondanti sovvenzioni anche negli Stati Uniti, nel periodo 1985-1989, grazie all'aiuto dello shaykh Tamīm al-ʿAdnānī.
Al-ʿAzzām morì nel 1989 all'età di 48 anni con due suoi figli in seguito a un attentato dinamitardo che fece esplodere la sua autovettura, senza che si potessero identificare con certezza i mandanti della strage. Alla sua memoria, l'organizzazione radicale islamica al-Qā'ida ha chiamato alcuni suoi gruppi militanti "Brigate ʿAbd Allāh al-ʿAzzām".